# 本天沼稲荷神社
本天沼稲荷神社（ほんあまぬまいなりじんじゃ）は、東京都杉並区本天沼にある神社。

## 由緒
当神社の創建年代は当社の別当職をつとめていた蓮華寺の過去帳の記載から慶長年間とも考えられている。その後、当地（天沼村）が赤坂山王社（現在の日枝神社）の領地になり、稲荷信仰が広まった。明治初年には本殿を山王社（日枝神社）の内殿を譲りうけて移築したとの記録がある。その後も社殿は改築を行っていたが、平成15年（2003年）に新しい社殿となった。文化財としてある山王社の内殿移築と同じ頃（明治初年頃）に山王社から奉納された山王祭を描いた畳2畳ほどの大絵馬は、当地と日枝神社との関係を見るうえで重要である。

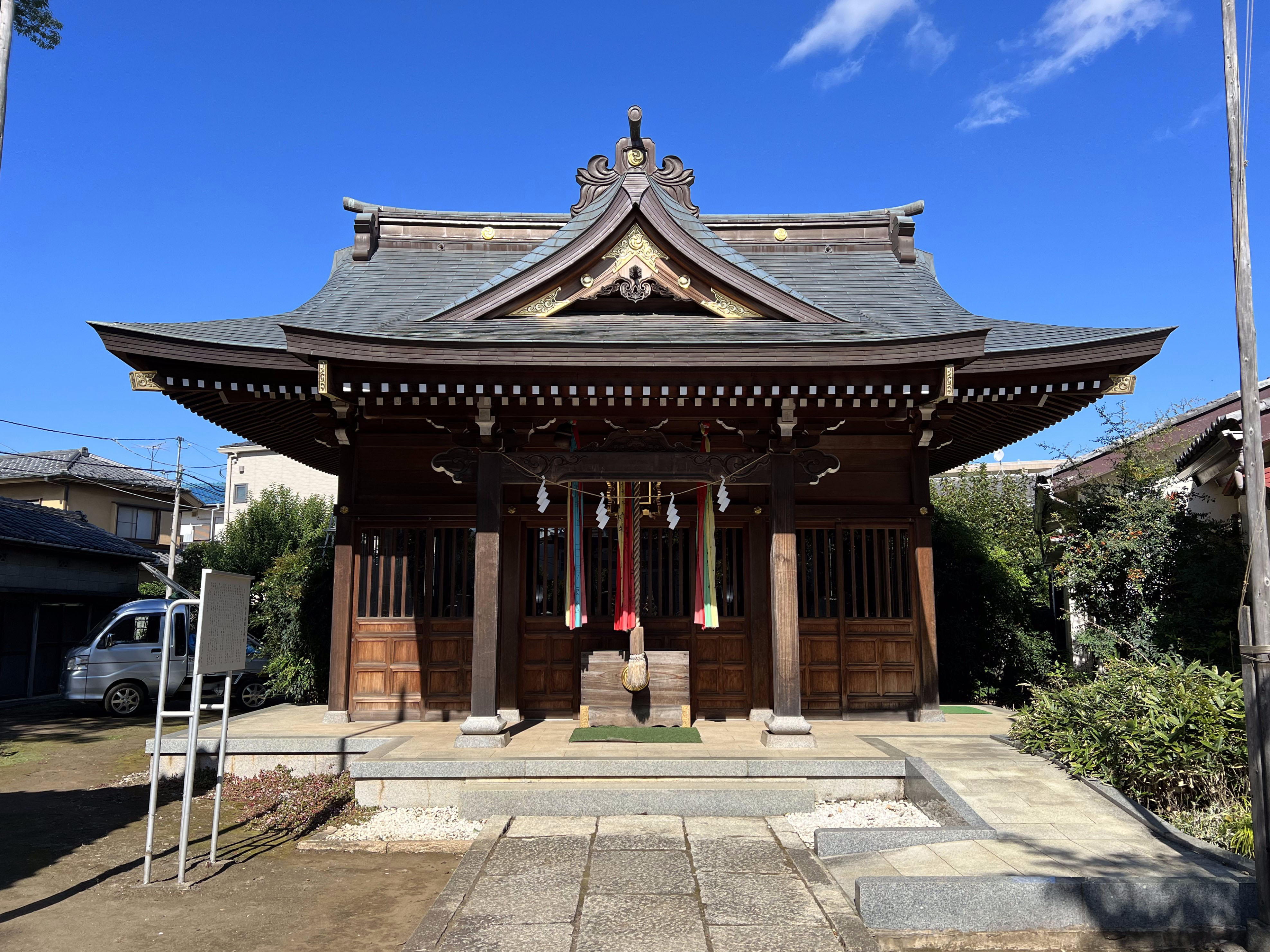
拝殿

## 文化財
杉並区指定有形民俗文化財
- 板絵着色祭礼図 1面

## 境外社
- 猿田彦神社
- 市杵嶋神社
- 三峰神社

## アクセス
- 中央線快速・東京メトロ丸ノ内線・荻窪駅より徒歩約15分
- 拝観は無料。

## 参考資料
- 天沼熊野神社内本天沼稲荷神社サイト
- 杉並区文化財案内標示板